# Winston-Salem Polar Twins (SPHL)
Winston-Salem Polar Twins byl profesionální americký klub ledního hokeje, který sídlil ve Winston-Salemu ve státě Severní Karolína. V letech 2004–2005 působil v profesionální soutěži Southern Professional Hockey League. Polar Twins ve své poslední sezóně v SPHL skončily v základní části. Své domácí zápasy odehrával v hale Winston-Salem Fairgrounds Annex s kapacitou 4 000 diváků.

## Přehled ligové účasti
Zdroj: 
- 2004–2005: Southern Professional Hockey League